# Посталь
Посталь (итал. Postal) — коммуна в Италии, располагается в регионе Трентино — Альто-Адидже, в провинции Больцано.
Население составляет 1436 человек (2008 г.), плотность населения составляет 239 чел./км². Занимает площадь 6 км². Почтовый индекс — 39014. Телефонный код — 0473.
Покровителем коммуны почитается святой Кириак, празднование 8 августа.

## Демография
Динамика населения:

## Администрация коммуны
- Официальный сайт: http://www.comune.postal.bz.it/